# August Schmid (Künstler)
August Schmid (geboren 30. Juli 1877 in Diessenhofen; gestorben 16. Januar 1955 in Zürich) war ein Schweizer Maler, Bühnenbildner und Regisseur.

## Leben
August Schmid war ein Sohn des Tierarztes Joseph Schmid und der Mathilde Keller. Schmid heiratete 1930 Sophie Agnes Wiederkehr.
Er studierte von 1893 bis 1895 Malerei an der Kunstgewerbeschule Zürich, danach bis 1898 an der École des Arts décoratifs in Paris, anschliessend an der Kunstakademie München. Ab 1903 arbeitete er als Restaurator und Freskenmaler und bemalte 1914 in Stein am Rhein die Fassade des Schwarzen Horns. 1918/19 legte er die Renaissancefresken von Tobias Stimmer am Haus zum Ritter in Schaffhausen frei. 1928 gestaltete er die Fassade des Rathauses in Appenzell. 

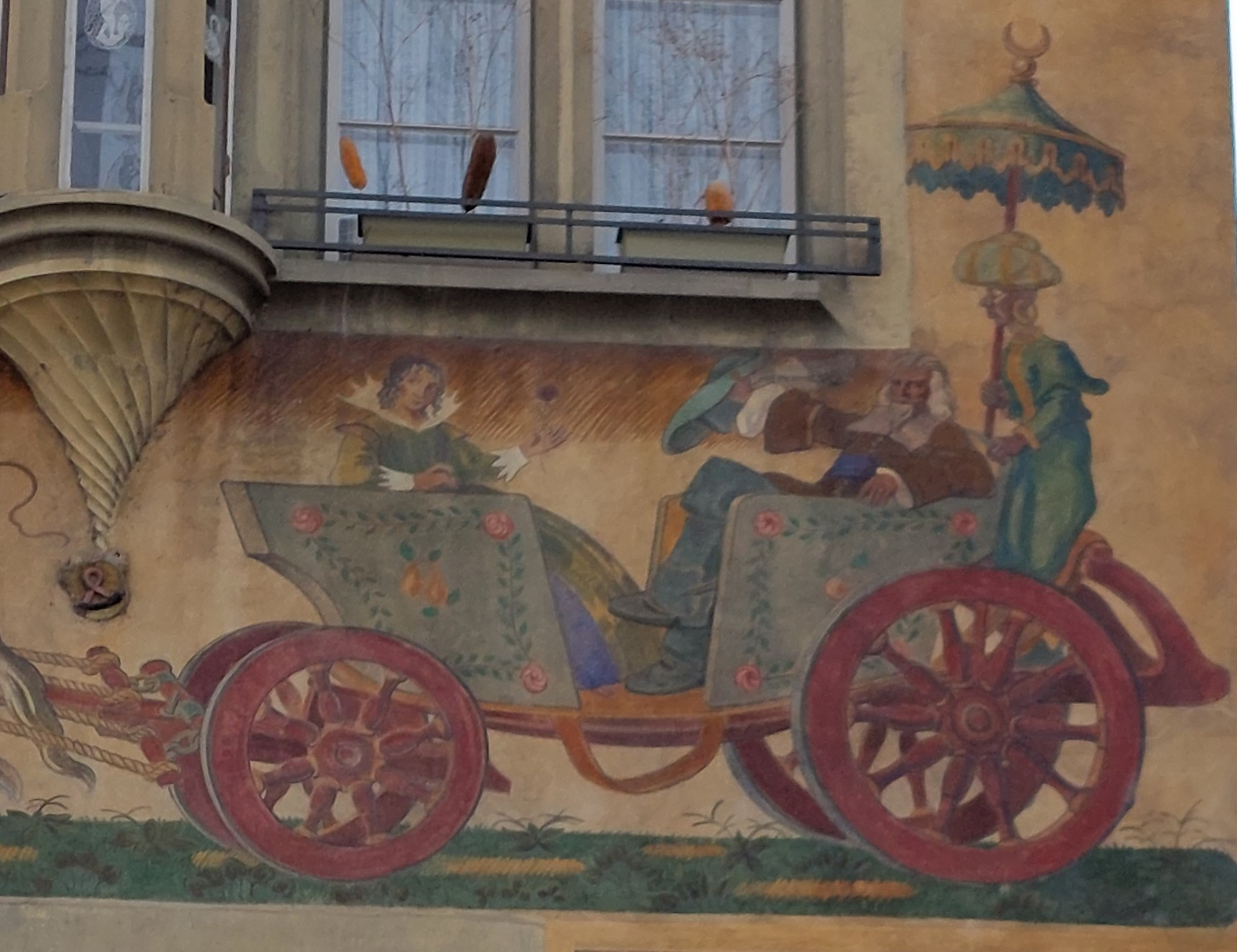
Johann Rudolf Schmids Einzug nach Stein am Rhein 1664 (1914, Detail)

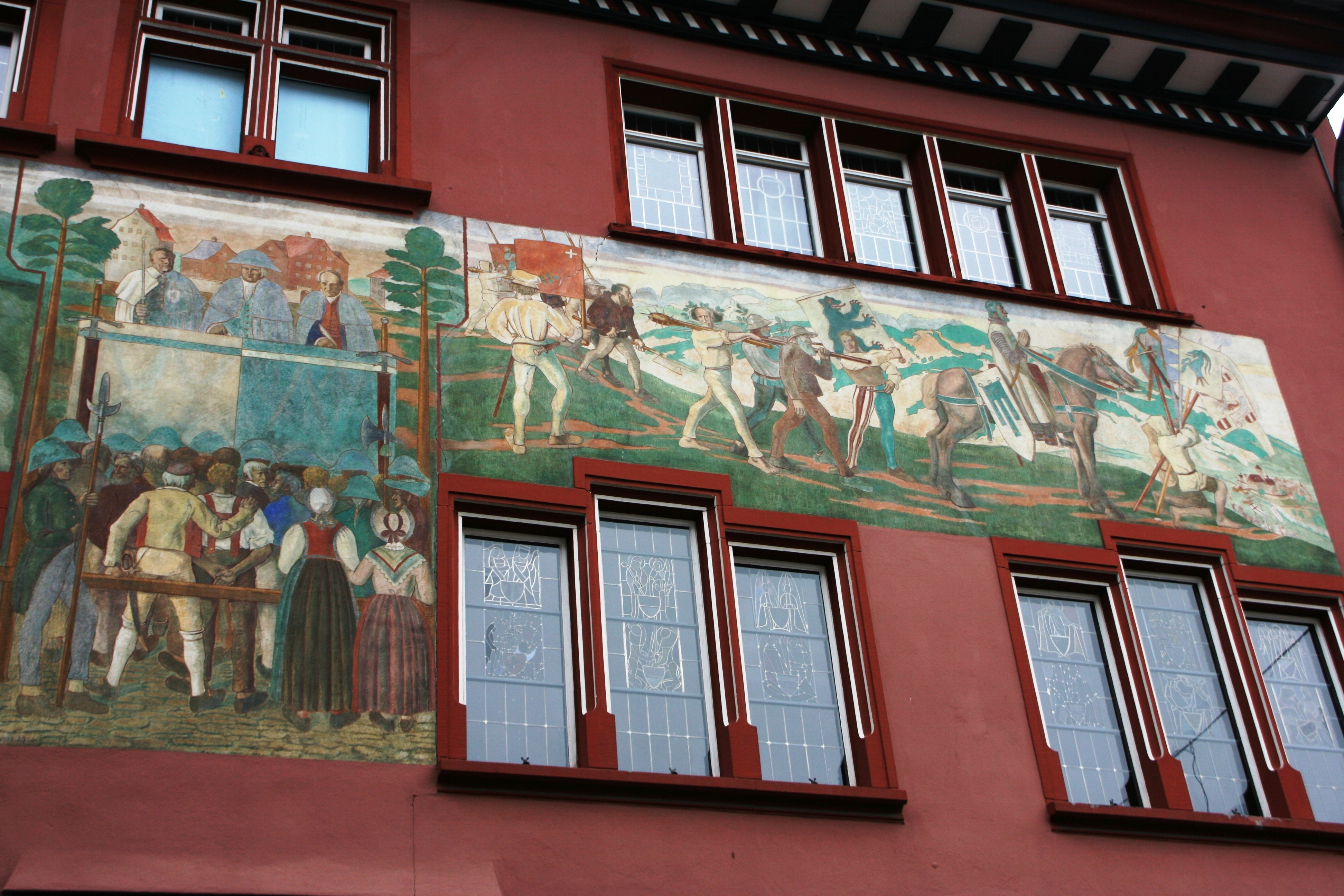
Fresken am Rathaus Appenzell (1928, Detail)

Schmid beteiligte sich als Ausstatter, Bühnenbildner und Regisseur bei Freilufttheateraufführungen und begann dies 1908 in seinem Heimatort Diessenhofen mit Johann Wolfgang von Goethes Urgötz. Er baute 1912 die Bühnenanlagen für die ersten Tell-Freilichtspiele in Matten und wurde nach einem Volontariat bei Max Reinhardt in Berlin zu einem  gefragten  Regisseur in der Schweiz. 1917 gründete er zusammen mit Jakob Bührer, Moritz Ruckhaeberle und Emil Gyr (1879–1951) das Jakob Bührer-Ensemble, alsbald umbenannt in Freie Bühne Zürich, und führte 1919 Regie in Alfred Huggenbergers Dem Bollme si bös Wuche und 1920 in Paul Schoecks Tell. Er inszenierte unter anderem 1924 die No e Wili-Spiele in Stein am Rhein und die Aschermittwoch-Spiele in Elgg in den Jahren 1925, 1929 und 1933. Im Jahr 1930 inszenierte er in Einsiedeln Das große Welttheater von Pedro Calderón de la Barca. Er realisierte 1931 für Cäsar von Arx die Uraufführung von Vogel friss oder stirb!, für Albert Jakob Welti 1937 dessen Mordnacht sowie mehrere Stücke für Richard Schneiter. 
Von 1930 bis 1932 war Schmid Präsident der Schweizerischen Gesellschaft für Theaterkultur. Er veröffentlichte 1940 seine Theatererfahrungen in dem Sammelband Das Volk spielt Theater. 

## Schriften (Auswahl)
- Das Bürgerhaus im Kanton Schaffhausen = La maison bourgeoise dans le canton de Schaffhouse. Orell Füssli, Zürich 1918.
- Die Fassadenmalerei am Hause zum Ritter in Schaffhausen und ihre Wiederherstellung. Selbstverlag, Schaffhausen 1919
- Festzugalbum zur 700 Jahrfeier der Stadt Rapperswil: der Bilderfolge und den Figuren des Festspiels entsprechend. Wolfsberg, Zürich 1929.
- Diessenhofen und das ehemalige Kloster St. Katharinenthal: Illustrierter Führer. Forrer, Diessenhofen 1929.
- Das Volk spielt Theater. Volksverlag, Zürich 1940.